# Манеголд фон Берг
Манеголд фон Берг (на немски: Manegold von Berg; † 9 юни 1215, Виена) от швабския графски род фон Берг в Берг-Шелклинген, е абат на Св. Георген в Кремсмюнстер и в Тегернзе, епископ на Пасау (1206 – 1215).

## Биография
Той е най-малкият син на граф Диполд II фон Берг-Шелклинген († 1160/1165/1166) и съпругата му Гизела фон Андекс († сл. 1150), дъщеря на граф Бертхолд II фон Андекс († 1151) и първата му съпруга София фон Истрия († 1132), дъщеря на маркграф Попо II от Истрия. Брат е на граф Улрих I фон Берг († 1209), Хайнрих, епископ на Пасау (1169 – 1171) и Вюрцбург (1191 – 1197), Диполд, епископ на Пасау (1172 – 1190), и на Ото II, епископ на Фрайзинг (1184 – 1220). Роднина е на Ото VI фон Андекс († 1196), епископ на Бамберг, и на граф Бертхолд I фон Хенеберг († 1312), епископ на Вюрцбург.
Манеголд фон Берг първо е монах, след това абат на Св. Георген, Кремсмюнстер (1183 – 1206), Тегернзе (1190 – 1206). През 1197 г. участва в кръстоносния поход на Хайнрих VI до Светите земи и през 1206 г. е избран за епископ на Пасау.
Графовете на Берг са привърженици на Хоенщауфените и Манеголд е често активен в политиката на Свещената Римска империя. Той се среща с кралете Хайнрих VI (1190 – 1197), Филип Швабски (1198 – 1208), Ото IV (1198 – 1215/1218) и Фридрих II (1212/1215 – 1250). Като епископ той се интересува за териториалното разширение на епископството си. През 1209 г. Манеголд окрепява отново град Пасау.
Умира на 9 юни 1215 г. във Виена.